# Perfectae Caritatis
Perfectae Caritatis (лат. Досконала любов) — декрет Другого Ватиканського собору Католицької церкви, присвячений чернецтву. Затверджено папою Павлом VI 28 жовтня 1965 року, після того як він був схвалений на соборі. За остаточний варіант документа висловилося 2321 учасників собору, проти — 4. Свою назву отримала за прийнятою в католицизмі практиці за своїми двома першими словами.
Декрет Perfectae Caritatis — один з дев'яти декретів Другого Ватиканського собору. Декрет складається з 25 статей.

## Зміст
Декрет присвячений оновленню чернечого життя в сучасних умовах. Декрет підкреслює стародавність і важливість для Церкви чернечих інститутів. Будь-які зміни у статутах інститутів посвяченого життя повинні мати на меті «як постійне повернення до витоків якої християнського життя і до первісного духу орденів, так і їх пристосування до мінливих умов часу». Сьома стаття присвячена споглядальним чернечим орденам, восьма — апостольським, одинадцята — секулярним інститутам.
Статті з 12 по 14 розглядають три чернечих обітниці — цнотливості, убогості і слухняності. У розділах з 18 по 24 наводяться конкретні рекомендації з реформування та покращення життя чернечих інститутів.
|  | Інститути, для яких встановлюються ці норми поновлення стосовно сучасних умов, повинні з готовністю відгукнутися на своє Божественне покликання і відповідати завданню, що стоїть перед ними в Церкві в даний час. Бо Священний Собор високо цінує їхній спосіб життя, що проводиться в цнотливості, убогості й слухняності, приклад якої - Сам Ісус Христос, і покладає тверду надію на їх настільки плідні справи: як таємні, так і явні. |